# Guerre di Lombardia
Le guerre di Lombardia furono una serie di conflitti che ebbero luogo in Italia settentrionale e centrale tra la Repubblica di Venezia e il Ducato di Milano ed i loro rispettivi alleati e durarono dal 1423 alla firma della Pace di Lodi nel 1454. Durante questi conflitti, la struttura politica d'Italia si trasformò e cinque grandi potenze emersero dal gruppo dei comuni e città-stato che erano nell'Italia medievale. Queste cinque potenze, la Repubblica di Venezia, il Ducato di Milano, i Medici di Firenze, lo Stato Pontificio ed il Regno di Napoli, modellarono la carta della penisola italiana sino alle guerre d'Italia. Inoltre, importanti centri culturali della Toscana e del nord Italia, come Siena, Pisa, Urbino, Mantova e Ferrara furono politicamente emarginati.
Le guerre di Lombardia, che possono dissociarsi in quattro periodi distinti, furono una lotta per l'egemonia nel Nord Italia che devastò l'economia della Lombardia e indebolì il potere di Venezia, i cui dirigenti non avevano preso in considerazione l'avvertimento del Doge di Venezia Tommaso Mocenigo nella sua lettera d'addio del 1423: "Attenzione al desiderio di prendere ciò che appartiene agli altri e portare guerre ingiuste per cui Dio ti distruggerà." La guerra, che fu sia il risultato che la causa del coinvolgimento nella politica in terraferma di Venezia, permise a Venezia di espandere il suo territorio sino alle rive dell'Adda e condusse il resto d'Italia in una serie di mutevoli alleanze e piccole scaramucce. Ruolo decisivo nella guerra ebbe Firenze, che, dapprima alleata con Venezia per contrastare le ambizioni territoriali dei Visconti di Milano, si alleò poi con Francesco Sforza contro la crescente minaccia di Venezia. La Pace di Lodi, conclusa nel 1454, portò 40 anni di relativa pace nel Nord Italia, mentre Venezia concentrò il suo interesse altrove.

## Primo periodo (1423-1426)

Il Ducato di Milano alla morte nel 1402 di Gian Galeazzo Visconti

La prima delle quattro campagne contro le ambizioni territoriali di Filippo Maria Visconti, duca di Milano, è la diretta conseguenza della morte del signore di Forlì, Giorgio Ordelaffi. Questi nominò Filippo Maria Visconti come tutore di suo figlio ed erede, Teobaldo Ordelaffi, di nove anni di età. La madre di Teobaldo, Lucrezia degli Alidosi, figlia del signore di Imola, contestò la decisione ed assunse la reggenza per conto del figlio. Gli abitanti di Forlì si rivoltarono, e nel maggio 1423, chiamarono in loro aiuto il condottiero Agnolo della Pergola, al servizio del duca di Milano. Firenze reagì vedendo questo come una minaccia contro i suoi interessi e dichiarò guerra al Visconti e inviò Pandolfo Malatesta in soccorso Lucrezia degli Alidosi. Ma le truppe fiorentine furono battute e Imola fu presa d'assalto il 14 febbraio 1424. Luigi degli Alidosi, signore di Imola, fu inviato prigioniero a Milano e pochi giorni dopo, il signore di Faenza, Guidantonio Manfredi, si alleò con i Visconti. Firenze inviò un nuovo esercito, questa volta comandato da Carlo Malatesta, il fratello di Pandolfo, ma venne sconfitto nella nuova battaglia di Zagonara, combattuta il 28 luglio 1424, durante la quale Carlo Malatesta venne fatto prigioniero.
Firenze poi ingaggiò i condottieri Niccolò Piccinino e Oddo da Montone, ma questi furono a loro volta sconfitti nella valle del Lamone, dove Oddo da Montone venne ucciso. Firenze si alleò allora con il Regno di Napoli, sotto il dominio aragonese, e gli Aragonesi inviarono una spedizione in Liguria, costituita da una flotta di 24 galeoni e un esercito di terra a minacciare i milanesi. Tuttavia, questa spedizione non riuscì, mentre allo stesso tempo i condottieri Niccolò Piccinino e Francesco Sforza furono ingaggiati dai Visconti. Milano inviò un esercito guidato da Guido Torelli per invadere la Toscana e Firenze trionfò due volte in Anghiari e Faggiuola.
Ciononostante la serie dei disastri precedenti portò Firenze a concludere un'alleanza con la Repubblica di Venezia il 4 dicembre 1425. Firenze e Venezia decidono di continuare la guerra e di destinare i guadagni a venire, quelli di Lombardia spettanti a Venezia e accumulare quelli di Romagna e Toscana a Firenze. Francesco Bussone da Carmagnola venne nominato a capo dell'alleanza militare e prese il castello di Brescia il 26 novembre 1426 dopo un lungo assedio e l'uso massiccio dell'artiglieria. Nel frattempo, una flotta veneziana guidata da Francesco Bembo, risale il Po sino a Padova e i fiorentini recuperano i territori perduti in Toscana. Filippo Visconti, che dovette cedere Forlì e Imola al papa Martino V, al fine di conquistare il suo favore, richiese una mediazione pontificia e il cardinale Niccolò Albergati negoziò il trattato di pace, firmato a Venezia il 30 dicembre 1426. Filippo Visconti recuperò i territori occupati da Firenze in Liguria, ma dovette rinunciare alla provincia di Vercelli, conquistata da Amedeo VIII di Savoia, e a Brescia, che passò sotto il controllo di Venezia.

## Secondo periodo (1427-1428)
Ma la pace non durò molto a lungo. Su consiglio dell'imperatore Sigismondo, Filippo Visconti si rifiutò di ratificare il trattato e la guerra riprese nel maggio 1427. I milanesi furono dapprima vittoriosi, catturando Casalmaggiore e assediando Brescello, mentre Niccolò Piccinino batté il Carmagnola a Gottolengo il 29 maggio, ma la loro flotta fu bruciata dai veneziani. Venezia scatenò un contrattacco  e dopo l'incerta battaglia di Cremona, il 12 luglio riprese Casalmaggiore. Orlando Pallavicino, signore di numerosi castelli nei pressi di Parma, si ribellò contro i Visconti e Amedeo VIII e il marchese di Monferrato invasero la Lombardia.
L'esercito veneziano del Carmagnola trionfò sui milanesi nella battaglia di Maclodio il 12 ottobre 1427, e il Visconti, pur essendosi riconciliato con Amedeo VIII chiedendogli in sposa sua figlia Maria, dovette ancora chiedere la pace. Una nuova mediazione del papa portò ad un trattato firmato a Ferrara il 18 aprile 1428. I veneziani si videro confermato il possesso di Brescia e un governatore veneto venne nominato a Bergamo e Crema, mentre i fiorentini recuperarono le roccaforti, tranne Volterra, che si ribellò contro di loro. Firenze mandò Niccolò Fortebraccio a sedare la rivolta e poi invase il territorio di Lucca il cui signore, Paolo Guinigi, era alleato con i milanesi. Venne però pesantemente sconfitta nella battaglia del Serchio.

## Terzo periodo (1431-1433)
La terza guerra iniziò quando Filippo Maria Visconti decise di sostenere la causa di Lucca e inviò Francesco Sforza, capo di 3 000 cavalieri, in soccorso della città. Sforza, però, fu a sua volta assoldato dai fiorentini per la somma di 50 000 ducati e ritirò le sue truppe. Lucca, ormai assediata da Firenze, chiese aiuto ai Visconti e costui spinse la Repubblica di Genova a dichiarare guerra a Firenze. Il 2 dicembre 1430 i fiorentini furono battuti sulle rive del Serchio e questa sconfitta portò la città a rinnovare la sua alleanza con Venezia, con il sostegno del nuovo papa Eugenio IV, che era di origine veneta. Visconti replicò reingaggiando Niccolò Piccinino e Francesco Sforza, che si trovarono di nuovo di fronte il Carmagnola.
Nel marzo 1431 i milanesi capitanati da Francesco Sforza vinsero contro i veneziani nella battaglia di Soncino, mentre Cristoforo da Lavello invase il marchesato del Monferrato, alleato della Serenissima, e Piccinino si trovò in una posizione di forza in Toscana. Il 21 giugno 1431 una flotta veneziana risalì il Po per rafforzare le truppe del Carmagnola ma venne sconfitta dai milanesi nella battaglia di Cremona, e Visconti trovò un alleato contro il Monferrato nella persona di Amedeo VIII di Savoia. Per aumentare la confusione di Venezia e Firenze, i Visconti ottennero anche l'appoggio dell'imperatore Sigismondo, venuto in Italia per essere incoronato.
Nonostante la vittoria navale il 27 agosto dei veneziani di Pietro Loredan sui genovesi al largo di San Fruttuoso (Battaglia di Rapallo), il Carmagnola manovrò con attenzione, avendo cura di evitare un'ulteriore battaglia campale e il Consiglio dei Dieci cominciò a sospettare che fosse stato comprato dai milanesi. Carmagnola finì per essere richiamato a Venezia, dove fu arrestato nel marzo 1432, condannato per tradimento e decapitato. I fiorentini sconfissero i senesi nella battaglia di San Romano in giugno, ma il 19 novembre 1432, i milanesi, comandati da Piccinino, riportarono una vittoria schiacciante su Venezia nella battaglia di Delebio, in Valtellina. Iniziarono i negoziati e la pace di Ferrara, firmata nel maggio 1433, ripristinò uno status quo instabile. I ripetuti fallimenti di Firenze e Venezia, si tradussero peraltro, per le due città, in una notevole perdita di prestigio. Il doge di Venezia Francesco Foscari fu quasi costretto ad abdicare, mentre a Firenze Cosimo de' Medici fu brevemente incarcerato prima di essere esiliato. Per quanto riguarda il marchesato del Monferrato, esso divenne uno stato satellite del Ducato di Savoia.

## Quarto periodo (1438-1441)
Pochi anni dopo fu innescata una nuova guerra a causa di conflitti tra i condottieri. Niccolò Piccinino, dopo aver promesso di recuperare le Marche, a nome di papa Eugenio IV, prese le città di Ravenna e di Bologna e le costrinse a riconoscere la sovranità di Milano. Supportato da Gianfrancesco Gonzaga di Mantova, Niccolò poi invase i possedimenti veneziani in Lombardia. Nel settembre del 1438, pose l'assedio a Brescia e assaltò Bergamo e Verona. La Repubblica di Venezia, poi, attaccò Francesco Sforza e concluse una nuova alleanza con Firenze e Niccolò III d'Este, marchese di Ferrara, che ottenne il Polesine in cambio del suo sostegno.
I milanesi furono battuti a più riprese, notoriamente dai veneziani a Soncino il 14 giugno 1440 e dai fiorentini ad Anghiari il 29 giugno. La guerra sembra vinta per gli alleati e gli Sforza ricevono gli onori del trionfo a Venezia, ma nel febbraio del 1441 Niccolò sculaccia un presidio lasciato dagli Sforza a Chiari. Durante la primavera, dopo aver scorrazzato per buona parte della bresciana, il Piccinino fortificò il borgo e si asserragliò nel castello di Cignano, il 25 giugno resistette tutto il giorno agli assalti dei Veneziani guidati da Francesco Sforza. Gli Sforza assediarono la città di Martinengo, ma videro la possibilità di ritirata del Piccinino che, sicuro della sua imminente vittoria, chiese a Filippo Maria Visconti la signoria di Piacenza in cambio di rinnovare il suo sostegno. Il duca di Milano preferì aprire i negoziati con Francesco Sforza e questi funse da mediatore tra Milano e Venezia, concludendo una tregua a Cavriana. La Pace di Cremona, firmata il 20 novembre 1441, portò solo un piccolo cambiamento territoriale. Venezia conservò Ravenna, Firenze il Casentino, mentre Niccolò Piccinino ottenne i terreni nei pressi di Parma in precedenza posseduti da Orlando Pallavicino, e Filippo Visconti riconobbe l'indipendenza di Genova, promettendo di terminare le interferenze in Toscana e in Romagna.

## Quinto Periodo (1441-1454)
Importanti cambiamenti politici e dinastici avvennero al di fuori del campo di battaglia. Francesco Sforza, entrato al servizio di Filippo Visconti, sposò sua figlia, mentre Firenze passò sotto la dominazione di Cosimo de' Medici. Dopo la morte di Filippo Visconti nel 1447, Francesco Sforza, sostenuto dai fiorentini, entrò in trionfo a Milano nel maggio 1450, dopo la caduta della Repubblica Ambrosiana. Si formarono allora due coalizioni, gli Sforza e i Medici da un lato e Venezia e il Regno di Napoli dall'altro. L'obiettivo principale di entrambe le parti rimase la Lombardia.
Nell'aprile 1452 lo Sforza, a seguito della dichiarazione di guerra da parte della Serenissima, invase il Bergamasco e il Bresciano. Nonostante un iniziale successo, l'anno successivo, con la bella stagione, Jacopo Piccinino portò avanti una vittoriosa spedizione che portò alla riconquista del Bresciano quando, il 29 maggio, Pontevico (importante punto strategico lungo il Fiume Oglio) tornò sotto il dominio Veneziano.
Nel corso del 1453 più volte il Piccinino tentò di mettere in difficoltà i Milanesi, prima che arrivassero i rinforzi dalla Francia. Non riuscì nell'intento e, mentre in agosto cadde Ghedi, in autunno, con l'arrivo dei rinforzi da Francia e Toscana e il ricongiungimento con Renato d'Angiò, con una forza di ventimila fanti e tremilacinquecento cavalieri prima accerchiò e assediò vittoriosamente il castello di Pontevico, poi espugnò quello di Orzinuovi, portando l'intera Bassa Bresciana sotto il suo controllo.
Molti paesi nel territorio si arresero senza combattere ma, quando sembrava finita per la Serenissima, a inizio 1454 arrivò una rottura tra i soldati Milanesi e Francesi, a causa degli spartimenti dei bottini e dei danni che questa guerra stava facendo all'esercito Angioino.
Nel giugno del 1452 il re Alfonso intimò di dichiarare guerra ai Fiorentini, su richiesta della Repubblica di Venezia, per deviarli dell'aiuto che davano a Francesco Sforza Duca di Milano; per cui inviò il figlio Ferrante con seimila cavalli e ventimila fanti. Alfonso poi concluse con i Veneziani che lui avrebbe attaccato i Fiorentini e i Signori Veneziani lo Sforza.
Partì dunque Ferrante per l'Abruzzo, e fu per tutto il regno amorevolmente ricevuto. Giunse infine al Contado di Arezzo, accampandosi cinque miglia vicino alla città, ma per non farsi mancare la vettovaglia andò a Foiano, mandando un emissario a Siena per avere quei viveri da quel contado. Ma i cittadini di Siena si scusarono dicendo che avevano ricevuto molti danni dai Fiorentini per aver dato altre volte vettovaglie al campo Aragonese. Nonostante ciò, ne diedero per venti giorni ai Fianesi che si arresero al Duca di Calabria. Per mancanza di foraggio, i cavalli riuscivano appena a reggersi in piedi, quindi Ferrante fu costretto a ridursi con l'esercito a luoghi vicino al mare e a togliere l'assedio ad alcune terre nemiche. Nel frattempo, Ferrante mandò Diomede Carafa a saccheggiare il Contado di Firenze con 300 cavalli e 500 fanti, il quale con gran timore del popolo Fiorentino saccheggiò molti luoghi vicino a Firenze e fece preda di tremila capi d'animali. L'esercito del duca si fermò all'Abbazia di San Galgano, luogo assai comodo per avere da terra e da mare viveri per sopravvivere. Allora i Fiorentini (il cui governatore era Cosimo de' Medici) alzarono le bandiere del re Carlo VII, re di Francia e sollecitarono che il re Renato ricominciasse l'impresa per la riconquista del Regno di Napoli.
In questo tempo cominciava a serpeggiare la pestilenza nell'accampamento dell'esercito del duca di Calabria a Tumulo (luogo conforme al nome per la malaria), per la quale si ammalarono il duca di Urbino e molti altri capitani; quindi fu necessario al Duca di Calabria cambiare accampamento e condurre l'esercito a Pitigliano, dove risolse che Bernardo di Rethesens partisse con parte dell'armata per l'isola di Corsica per favorire i baroni della casata d'Istria e Cinerea.
Il 1º settembre Ferrante fu avvisato che Foiano era già stata presa, e la causa fu che i Foianesi inimicandosi quelli che si trovavano in guarnizione, aprirono una porta, facendo entrare i nemici, i quali saccheggiarono i cittadini nonostante l'esercito di Alfonso che stava in loro difesa.
Quando l'inverno sopraggiunse, cessò la guerra in Toscana, e ritrovandosi il Re nel Castello di Traetto, lì si trattenne fino alla fine dell'anno, nel cui tempo ritornò Renato in Provenza, non avendo operato alcuna cosa in suo favore.
Mentre il duca di Calabria si stava trattenendo nel suo accampamento per l'impresa di Toscana contro i Fiorentini, Alfonso trattò la pace e firmò una lega tra essi, la Repubblica di Venezia e Siena. Tutto questo proseguì stando il re nel Castello di Napoli il 13 Marzo. Il 9 aprile venne dichiarata la pace tra il doge Francesco Foscari per i Signori Veneziani e il duca Francesco Sforza.
In questo tempo il duca era accampato a Guannina, finché ebbe ordine da Alfonso di partire dalla Toscana prendendo la strada verso l'Abruzzo, e arrivato ai confini del Regno, licenziò il Conte di Urbino e gli altri capitani.
Il 28 agosto 1454, ritornò il duca di Calabria dalla Toscana, ed entrò a Napoli, dove fu ricevuto sotto un ricchissimo pallio con infinito giubilo da tutti i cittadini.
Il 15 febbraio del 1455, venne a Napoli il cardinale romano Domenico Capranica, titolare di Santa Croce e legato della sede Apostolica per trattare e concludere con Alfonso l'alleanza e lega generale dei principi e potentati d'Italia su richiesta del Papa e con l'intervento degli ambasciatori della Repubblica di Venezia, di Milano e di Firenze. Alfonso, in suo nome e del duca di Calabria suo figlio fece l'accordo e firmò la pace e l'amicizia col duca di Milano e con i Fiorentini.
Un compromesso venne infine raggiunto tra i quattro belligeranti durante la pace di Lodi, firmata il 9 aprile 1454 e posta sotto l'egida di papa Nicola V. La pace di Lodi è spesso considerata come l'emergere del principio politico europeo di politica dell'equilibrio.